# 1327

## Събития
- 25 януари – Едуард III става крал на Англия

## Починали
- Майстер Екхарт, немски духовник, доминиканец